# プラーイア・ア・マーレ
プラーイア・ア・マーレ（イタリア語: Praia a Mare）は、イタリア共和国カラブリア州コゼンツァ県にある、人口約6,700人の基礎自治体（コムーネ）。

## 地理

### 位置・広がり

#### 隣接コムーネ
隣接するコムーネは以下の通り。
- アイエータ
- パパジーデロ
- サン・ニコーラ・アルチェッラ
- サンタ・ドメーニカ・タラオ
- トルトラ

## 行政

### 分離集落
プラーイア・ア・マーレには、以下の分離集落（フラツィオーネ）がある。
- Colcinello, Foresta, Fortino, Fiuzzi, Laccata, Mantinera, Santo Stefano, Saracinello, Viscigliosa, Zaparia, Isola di Dino